# Вадлахейдаргёйнг
Вадлахейдаргёйнг (исл. Vaðlaheiðargöng; слушатьо файле) — автомобильный тоннель, проложенный под горным хребтом Вадлахейди в регионе Нордюрланд-Эйстра на севере Исландии недалеко от города Акюрейри. Является частью кольцевой дороги Хрингвегюр 1. Проезд по тоннелю платный.

## Характеристика
Расположенный в 7 километрах к западу от Акюрейри в регионе Нордюрланд-Эйстра, тоннель Вадлахейдаргёйнг был открыт для движения 21 декабря 2018 года. Его общая длина 7514 метров, из которых 7206 метров находятся под горой и около 308 метров это бетонные защитный туннели и порталы. Тоннель вырыт в скальной породе под горным хребтом Вадлахейди. Через тоннель проходит участок кольцевой дороги Хрингвегюр 1, самой важной дороги в стране.
Тоннель состоит из одной галереи, движение осуществляется по двум полосам шириной 3,75 м в каждую сторону. Есть ниши для аварийной остановки или поворота. Порталы имеют профиль в виде симметричного знака ᑎ. Западный портал расположен на высоте 60 м над уровнем моря, затем дорога поднимается на 1,5 % до 230 м в центральной части, откуда имеет уклон 2 % в сторону восточного портал на высоте 160 м. Работа тоннеля не зависит от погодных условий и он всегда открыт для платного проезда.
Вадлахейдаргёйнг заменил дорогу через перевал Викюрскард высотой 325 метров. Несмотря на небольшую высоту, дорога через перевал часто закрывалась зимой из-за снегопадов, что затрудняло автомобильное сообщение с восточной частью Исландии из Акюрейри по северному участку кольцевой дороги Хрингвегюр1. После постройки тоннеля старая дорога через перевал (Викюрскардсвегюр 84) не была закрыта и по-прежнему доступна для движения.